# Canyon (satellite)
Pour les articles homonymes, voir Canyon (homonymie).
Canyon est une famille de satellites d'écoute électronique (SIGINT) développée par les États-Unis et mis en œuvre à la fin des années 1960 et durant la décennie 1970. Il s'agit de la première génération de satellites opérationnels chargés d'intercepter les communications militaires soviétiques (COMINT). Placés sur une orbite géosynchrone, ces satellites captent les émissions des faisceaux hertziens qui à cette époque prennent en charge une grande partie des communications moyenne et longue distance terrestres soviétiques. Les satellites sont conçus par l'agence NRO pour le compte de l'agence NSA (dédiée au renseignement d'origine électromagnétique). Ils sont fabriqués par la société Lockheed. 
Sept satellites Canyon sont placés en orbite entre 1968 et 1977 par des fusées Atlas-SLV3A/Agena-D. Ils remplissent leur objectif avec succès en interceptant un volume important de communications militaires. Ils ont été remplacés par la série des Chalet. 

## Les satellites d'écoute électronique
Les satellites d'écoute électronique (satellite SIGINT en anglais). Ceux-ci sont l'un des moyens utilisés pour obtenir un renseignement d'origine électromagnétique qui est une information dont la source est un signal électromagnétique (émission radio). Les principales fonctions prises en charge par un satellite d'écoute électronique sont l'interception des communications utilisant les ondes radio (COMINT), l'identification des radars (ELINT), l'interception des télémesures transmises par exemple par un missile (TELINT). Les satellites SIGINT constituent, avec les satellites de reconnaissance d'imagerie, les deux piliers du segment spatial du renseignement militaire moderne. Les satellites Canyon constituent la première série opérationnelle de satellites d'écoute électronique américains spécialisés dans l'interception des communications (COMINT).

## Historique

### Le renseignement d'origine électromagnétique
L'interception des communications ennemies en temps de guerre se développe dès l'apparition de la radio. Durant la Seconde Guerre mondiale, cette source de renseignement militaire joue un rôle décisif (par exemple bataille de l'Atlantique, bataille de Midway, etc.). Dans les années 1950, alors que la guerre froide oppose américains et soviétiques, le recours à un équipement embarqué sur un satellite artificiel pour intercepter les communications radio de l'Union soviétique est étudié avant même que le premier engin spatial soit placé en orbite (Spoutnik, 1957). Le Naval Research Laboratory (NRL) (service de recherche de l'Marine de guerre américaine) propose de placer en orbite basse (900 km) un satellite équipé d'un système de détection radar déjà utilisé sur ses navires : celui-ci en survolant le territoire soviétique détectera les émissions des radars de la défense anti-aérienne et renverra les informations collectées à des stations au sol. L'objectif est de permettre aux bombardiers américains, en cas de conflit, de pénétrer dans l'espace aérien soviétique en se maintenant dans la mesure du possible hors de portée des missiles sol-air. Le premier satellite ELINT mettant en œuvre cet équipement, baptisé GRAB, est lancé le 22 juin 1960 et fournit les résultats attendus au cours des trois mois qui suivent.

### Les équipements COMINT embarqués en charge utile secondaire

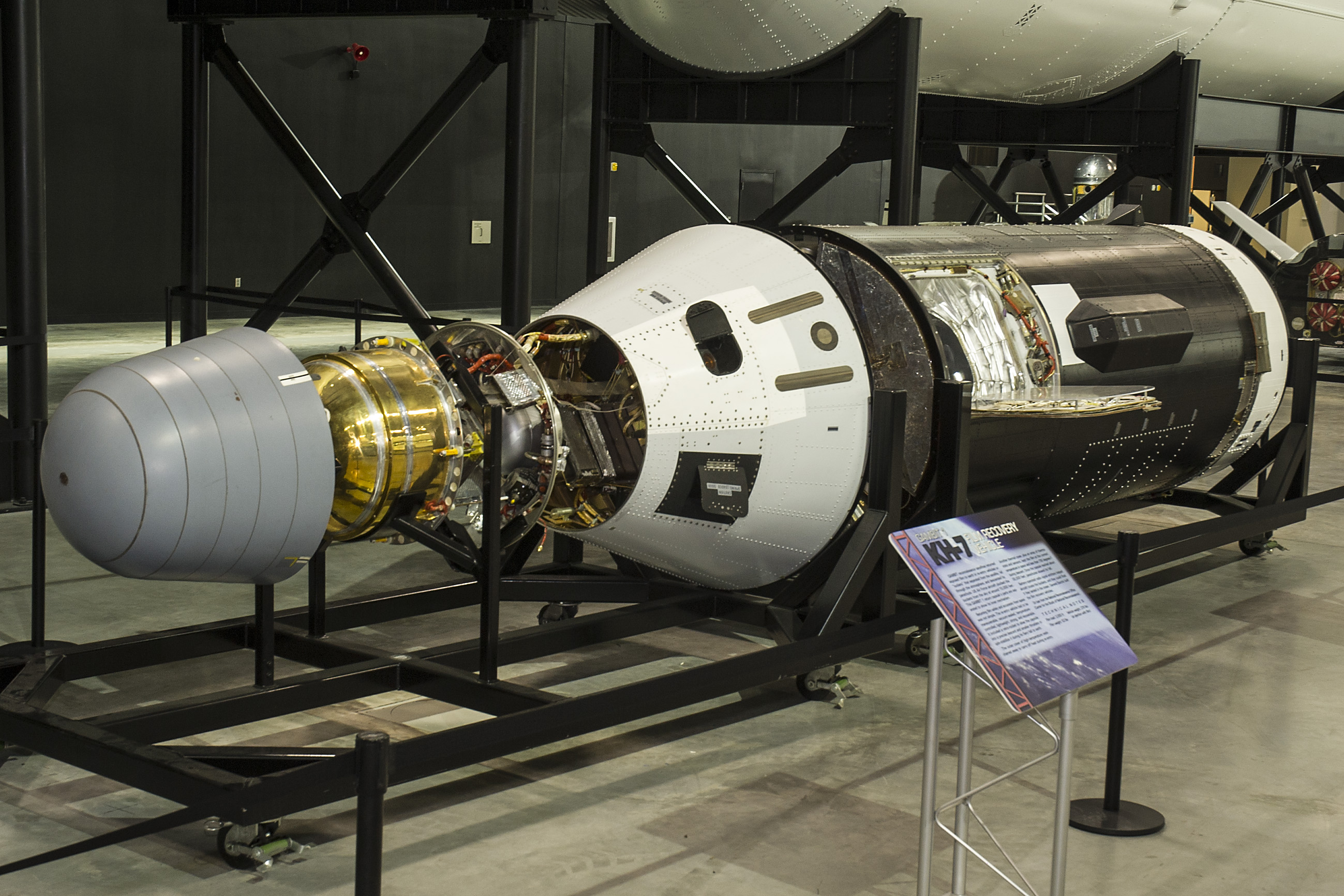
Les équipements COMINT de type AFTRACK étaient installés près de tuyère de l'étage Agena, à l'opposé de la charge utile Corona / KH-7 visible au premier plan sur cette photo d'un satellite KH-7.

Les premiers satellites d'écoute électronique américains sont conçus pour localiser et obtenir les caractéristiques des radars de la défense soviétique (ELINT) et collecter des données sur les missiles balistiques de l'URSS en interceptant les télémesures transmises en vol (TELINT). L'interception des communications (COMINT) depuis les satellites circulant en orbite basse est plus difficile car le satellite défile rapidement au-dessus des émetteurs radio et ne collecte que des fragments de communication. Mais les services de renseignement américains ayant constaté qu'une part importante des communications militaires soviétiques les plus importantes étaient transmises par radio au lieu de passer par des lignes terrestres sécurisées, la NRO, développe à côté des satellites entièrement dédiés aux missions ELINT et TELINT, des petites charges utiles secondaires COMINT placées sur des satellites de reconnaissance circulant en orbite basse. Celles-ci vont analyser le trafic radio soviétique en précisant le type d'émission, le volume de données et la localisation des émetteurs et préparer ainsi le terrain des futurs satellites COMINT qui seront placés sur des orbites géosynchrones. 
Les premières charges utiles secondaires COMINT font partie d'ensembles d'équipements conçus pour la collecte de données électroniques baptisés AFTRACK. Les charges utiles AFTRACK sont installées à côté de la tuyère de l'étage Agena utilisé pour placer en orbite les satellites de reconnaissance optique Corona et KH-7/Gambit-1. L'étage Agena reste solidaire du satellite durant toute sa mission. Le constructeur des étages Agena, Lockheed, est responsable de l'intégration de ces boitiers. La première charge utile de ce type, baptisée Texas Pint, a pour objectif d'intercepter les échanges entre les pilotes militaires soviétiques et les contrôleurs aériens. Elle est installée sur un satellite Corona placé en orbite le 30 août 1961. Une quarantaine d'équipements COMINT aux caractéristiques variables mais de petite taille sont installés jusqu'en 1965 sur les satellites Corona puis Gambit dans le but d'intercepter les communications entre pilotes et contrôleurs au sol (équipement New Jersey), les fax transmis par radio (Grape Juice puis Red Vino) les communications radio en général (Opporknockity). Une charge utile COMINT plus complexe conclut AFTRACK sans qu'on connaisse les raisons précises de l'arrêt de ce programme. Square Twenty, lancé à bord d'un satellite de reconnaissance optique le 28 octobre 1965, déploie deux antennes de deux mètres de diamètre sans doute dans le but d'intercepter les émissions du réseau de communications des forces de missiles stratégiques soviétiques. 209 émetteurs sont localisés avec une précision comprise entre 18 et 92 kilomètres, mais le contenu des messages n'est apparemment déchiffré,. 
Par ailleurs, au cours de la décennie 1960, plusieurs petites séries de satellites descendant du programme SAMOS et dont les caractéristiques précises restent pratiquement secrètes en 2021, sont lancés en emportant uniquement des charges utiles SIGINT (dont certaines COMINT). Regroupées sous l'appellation Heavy Ferret, ce sont les satellites du programme 102 (1962-1966), Multigroup (1966-1968), Strawman (1968-1971). Tous utilisent comme support le deuxième étage Agena. Le deuxième satellite Multigroup lancé en juillet 1967 emporte une charge qui a peut être joué un rôle particulier pour le développement des satellites Canyon. La charge utile Donkey devait initialement faire partie des équipements emportées par la station spatiale militaire américaine MOL qui sera annulée en 1969. Donkey semble avoir été conçu pour identifier et localiser les émetteurs radio situés sur le territoire de l'Union soviétique et a sans doute joué un rôle dans la préparation des missions Canyon.        

### Développement des Canyon

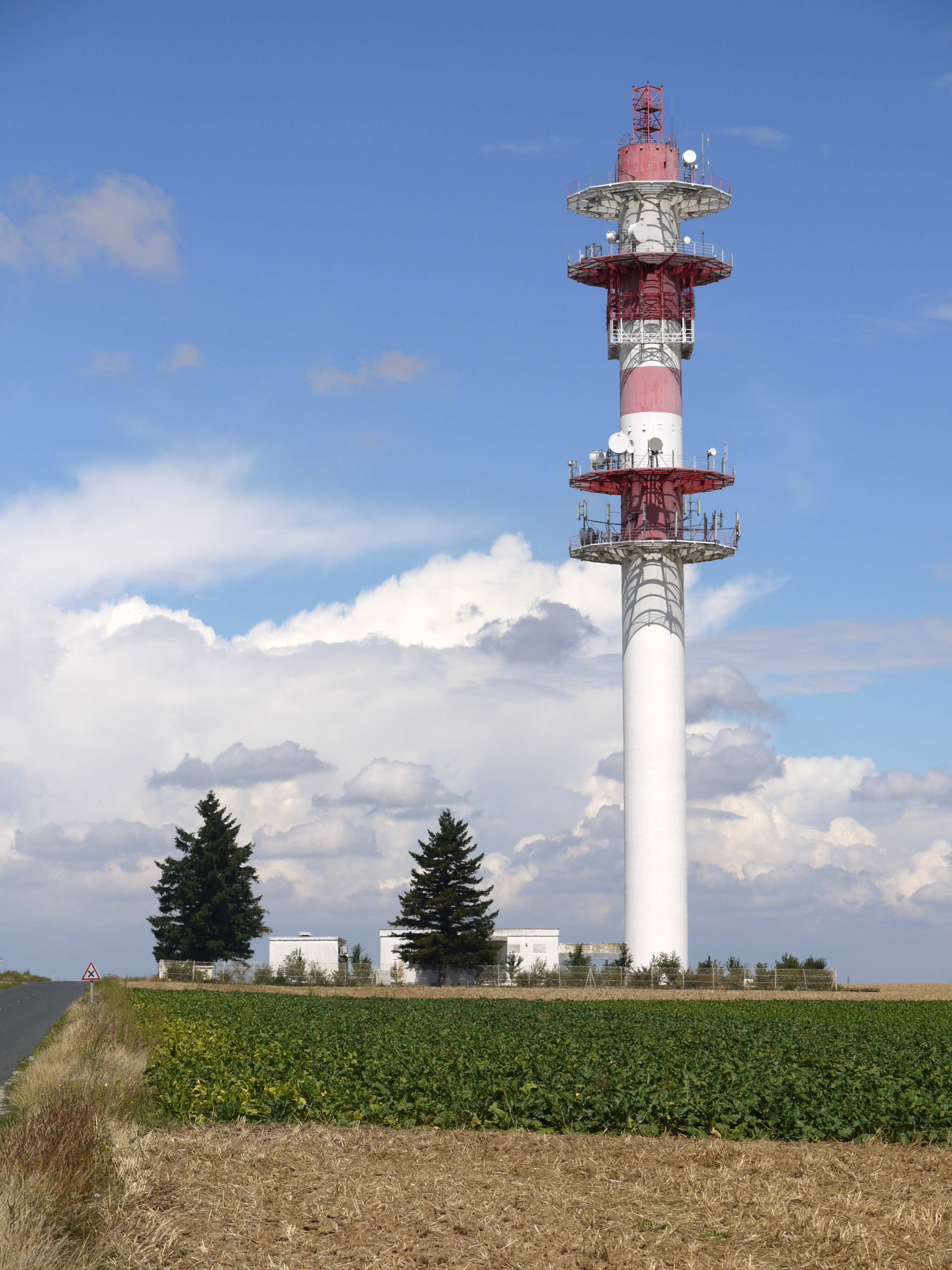
Tour hertzienne servant de support à des antennes utilisées pour les communications longue distance.

A condition d'être au bon emplacement, un satellite Canyon peut intercepter les communications échangées entre les antennes des relais hertziens. Sur une orbite géosynchrone, le satellite peut collecter les données échangées de manière continue.

La première série significative de satellites COMINT est la famille des Canyon dont le premier exemplaire est placé en orbite en 1968. Ces satellites sont développés pour le compte de la NSA, agence responsable du renseignement d'origine électromagnétique. Le développement est réalisé par l'agence NRO, qui conçoit tous les satellites de renseignement. La fabrication est prise en charge par la société Lockheed fournisseur traditionnel des satellites militaires américains. Les Canyon sont développés dans le cadre du programme A. 
Les Canyons exploitent une faille importante dans le système de communications militaires soviétiques longue distance de l'époque. Celles-ci transitent en grande partie par radio en utilisant des faisceaux hertziens (micro-ondes) qui sont échangés entre des récepteurs placés sur des tours distantes de plusieurs dizaines de kilomètres. Les émissions radio se propagent en ligne droite et peuvent donc être interceptées dans l'espace par un satellite placé dans l'axe de propagation. Les soviétiques, sous-estimant la possibilité d'une interception, ne chiffrent pas ces communications. Les satellites Canyon sont placés sur une orbite géosynchrone avec une inclinaison de 10,2°. Le satellite ne survole donc pas toujours sur une position fixe comme un satellite géostationnaire mais se maintient sur la même longitude tout en se déplaçant de part et d'autre de l'équateur. En se déplaçant le satellite peut localiser la source de ces émissions radio par triangulation. Le satellite dispose également d'un équipement lui permettant d'intercepter les émissions radio VHF. 

## Caractéristiques techniques
Le satellite est fixé sur un étage Agena D au lancement mais on ne dispose pas d'éléments permettant de savoir si ce dernier est utilisé pour placer le satellite sur son orbite opérationnel ou si ce rôle est pris en charge par un moteur-fusée à propergol solide solidaire du satellite.
Le satellite Canyon a une masse évaluée comprise 220 et 270 kg. Il dispose d'une antenne d'un diamètre d'environ 9 mètres déployée en orbite qui est utilisée pour intercepter les communications militaires. Le satellite est stabilisé par gradient de gravité et l'antenne parabolique est attaché au corps central par un bras articulé qui permet de l'orienter vers un point précis de la surface.

## Déroulement des missions
Sept satellites de la série Canyon sont lancés entre 1968 et 1977. Tous les lancements des Canyon ont eu lieu depuis le pas de tir LC-13 de la base de lancement de Cape Canaveral en Floride et sont placés en orbite par une fusée Atlas-SLV3A/Agena-D. Le premier satellite est lancé en aout 1968 mais est perdu après avoir atteint son orbite à la suite de l'envoi de commandes erronées par la station de contrôle. Les deux satellites suivants entrent en service opérationnel mais subissent des pannes d'alimentation électrique. Le quatrième satellite est perdu au lancement. Les trois derniers satellites ont fonctionné correctement et ont produit des données exploitables.
Les données collectées par les satellites Canyon sont réceptionnées par la station de Bad Aibling en Allemagne, enregistrées sur des bandes magnétiques qui sont envoyées à Munich avant de prendre l'avion à destination du siège de la NSA dans le Maryland. Jusqu'au lancement des Canyon, le volume des communications interceptées était très faible. La collecte de ces satellites est tellement abondante qu'elle dépasse les capacités de traduction du russe en anglais de l'agence. Pour faire face, celle-ci doit confier une partie de cette tâche aux services de renseignement du Royaume-Uni et du Canada deux des signataires de l'accord UKUSA,.
| Désignation                       | Date de lancement  | Lanceur             | Identifiant Cospar | Remarques          |
| --------------------------------- | ------------------ | ------------------- | ------------------ | ------------------ |
| Canyon 1 (Mission 7501, OPS 2222) | 6 aout 1968        | Atlas-SLV3A/Agena-D | 1968-063A          |                    |
| Canyon 2 (Mission 7502, OPS 3148) | 13 avril 1969      | Atlas-SLV3A/Agena-D | 1969-036A          |                    |
| Canyon 3 (Mission 7503, OPS 7329) | 1er septembre 1970 | Atlas-SLV3A/Agena-D | 1970-069A          |                    |
| Canyon 4 (Mission 7504)           | 4 décembre 1971    | Atlas-SLV3A/Agena-D |                    | Echec du lancement |
| Canyon 5 (Mission 7505, OPS 9390) | 20 décembre 1972   | Atlas-SLV3A/Agena-D | 1972-101A          |                    |
| Canyon 6 (Mission 7506, OPS 4966) | 18 juin 1975       | Atlas-SLV3A/Agena-D | 1975-055A          |                    |
| Canyon 7 (Mission 7507, OPS 9751) | 23 mai 1977        | Atlas-SLV3A/Agena-D | 1977-038A          |                    |

## Un programme secret
L'existence, le but et les caractéristiques des satellites Canyon, comme pratiquement tout ce qui touche au renseignement d'origine électromagnétique, restera longtemps secrète et les premières publications officielles sur le sujet n'auront lieu que 20 ans après son achèvement. Les spécialistes du domaine ont longtemps cru qu'il s'agissait d'un programme destiné à détecter le lancement de missiles balistiques. Les soviétiques ont découvert l'existence du programme à la suite de la trahison d'un des membres de l'équipe anglaise chargée de traduire les messages.

## Satellites complémentaires et remplaçants: les Aquacade, Jumpseat et Chalet
Quatre satellites de la série Rhyolite, rebaptisée par la suite Aquacade, sont lancés entre 1970 et 1978 sur une orbite géostationnaire et jouent un rôle complémentaire : ils collectent les signaux émis par les missiles balistiques soviétiques et chinois ainsi que par leurs véhicules de rentrée et interceptent les émissions radio soviétiques émises en micro-ondes. Pour étendre la surveillance aux latitudes les plus septentrionales mal couverte par les satellites en orbite géostationnaire, les États-Unis déploient la série des Jumpseat entre 1971 et 1983. Une demi douzaine de ces satellites circulent sur une orbite de Molnia qui leur permet de survoler l'hémisphère nord durant la plus grande partie de leur orbite. Les satellites Jumpseat circulant sont remplacés dans les années 1990 par une série de trois Trumpet. La série des Canyon est elle-même remplacée par les satellites Chalet/Vortex à compter de la fin des années 1970. Ces satellites déploient en orbite une antenne de plus grande taille (38 mètres de diamètre). Cette série rebaptisée par la suite Mercury se caractérisera par une longévité particulièrement importante en fournissant des données jusque dans la décennie 2000.